# Novi Kneževac
Novi Kneževac (en serbe cyrillique : Нови Кнежевац ; en hongrois : Törökkanizsa ; en allemand : Neu-Kanischa) est une ville et une municipalité de Serbie situées dans la province autonome de Voïvodine. Elles font partie du district du Banat septentrional. Au recensement de 2011, la ville comptait 6 943 habitants et la municipalité dont elle est le centre 11 232.

## Géographie
Novi Kneževac est situé sur les rives de la Tisza. Le nom de la ville dérive du mot serbe knez qui signifie le « prince ».

## Localités de la municipalité de Novi Kneževac

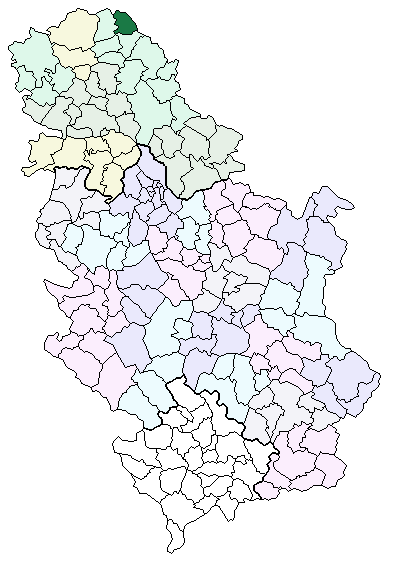
Localisation de la municipalité de Novi Kneževac en Serbie
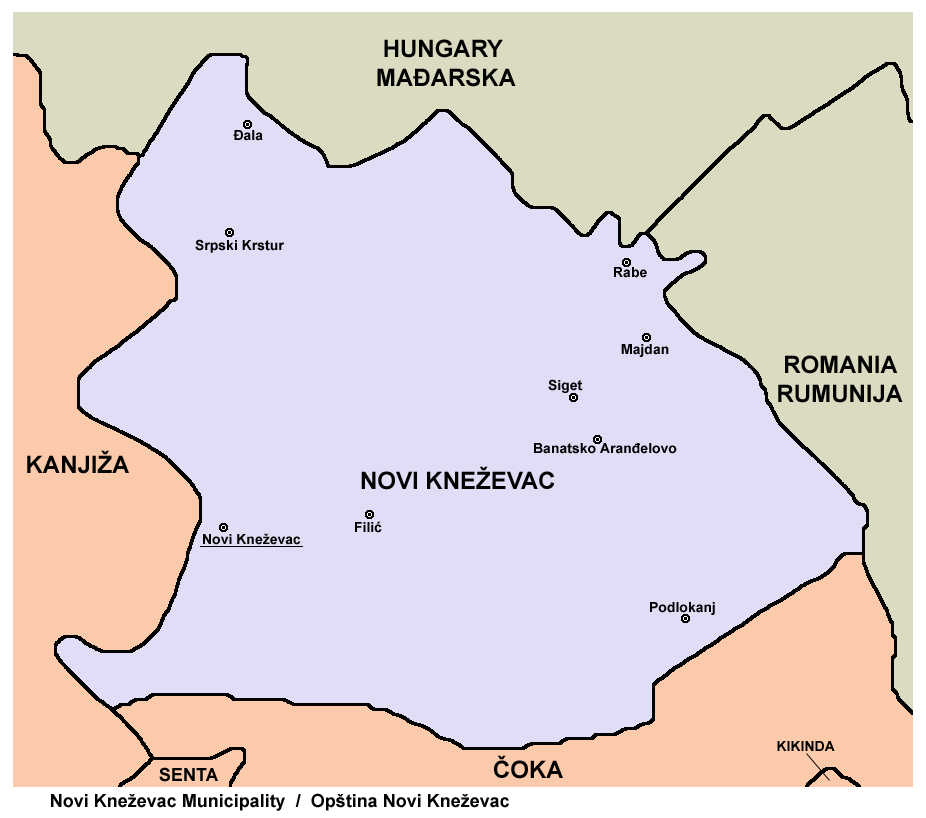
Localités de la municipalité de Novi Kneževac

La municipalité de Novi Kneževac compte 9 localités :
- Banatsko Aranđelovo
- Đala
- Majdan
- Novi Kneževac
- Podlokanj
- Rabe
- Siget
- Srpski Krstur
- Filić

Novi Kneževac est officiellement classée parmi les « localités urbaines » (en serbe : градско насеље et gradsko naselje) ; toutes les autres localités sont considérées comme des « villages » (село/selo).

## Démographie

### Ville

#### Évolution historique de la population dans la ville
| 1948  | 1953  | 1961  | 1971  | 1981  | 1991  | 2002  | 2011  |
| ----- | ----- | ----- | ----- | ----- | ----- | ----- | ----- |
| 7 246 | 7 784 | 8 235 | 8 134 | 8 166 | 8 062 | 7 581 | 6 943 |

### Municipalité

#### Répartition de la population par nationalités dans la municipalité (2002)
Les localités de Novi Kneževac, Banatsko Aranđelovo, Siget, Filić, Srpski Krstur, Đala et Podlokanj possèdent une majorité de peuplement serbe ; Majdan (en hongrois : Magyarmajdány) et Rabe (en hongrois : Rábé) sont habités par une majorité de Hongrois.

## Politique

### Élections locales de 2004
À la suite des élections locales serbes de 2004, les 31 sièges de l'assemblée municipale se répartissaient de la manière suivante :
| Parti                                                              | Sièges |
| ------------------------------------------------------------------ | ------ |
| Parti radical serbe                                                | 9      |
| Parti démocratique                                                 | 7      |
| G17 Plus                                                           | 2      |
| Parti socialiste de Serbie                                         | 2      |
| Mouvement Force de la Serbie                                       | 2      |
| Liste « Penzioneri » (« Retraités »)                               | 2      |
| Parti démocratique de Serbie                                       | 2      |
| Liste « Un meilleur avenir pour la municipalité de Novi Kneževac » | 2      |
| Ligue des sociaux-démocrates de Voïvodine                          | 2      |
| Liste « Pour notre ville natale »                                  | 1      |

Predrag Veličković, membre du Parti radical serbe a été élu président (maire) de la municipalité de Novi Kneževac.

### Élections locales de 2008
À la suite des élections locales serbes de 2008, les 31 sièges de l'assemblée municipale se répartissaient de la manière suivante, :
| Parti                          | Sièges |
| ------------------------------ | ------ |
| Pour un Novi Kneževac européen | 10     |
| Parti radical serbe            | 8      |
| Coalition hongroise            | 7      |
| Coalition des partis de Serbie | 2      |
| Parti démocratique de Serbie   | 2      |
| Nouvelle Serbie                | 2      |

Dragan Babić a été élu président de la municipalité. Membre du Parti démocratique du président Boris Tadić, il a dirigé la coalition Pour un Novi Kneževac européen, version locale de la liste Pour une Serbie européenne et composée du Parti démocratique, de la Ligue des sociaux-démocrates de Voïvodine (LSV) de Nenad Čanak et du parti G17 Plus ; il a obtenu le soutien de la Coalition hongroise d'István Pásztor. Ujhelji Nandor, membre de la Coalition hongroise d'István Pásztor, a été élu président de l'assemblée municipale.

### Élections locales de 2012
À la suite des élections locales serbes de 2012, les 31 sièges de l'assemblée municipale se répartissaient de la manière suivante :
| Parti                                                                         | Sièges |
| ----------------------------------------------------------------------------- | ------ |
| Parti démocratique                                                            | 13     |
| Donnons de l'élan à Novi Kneževac (Parti progressiste serbe et alliés)        | 7      |
| Alliance des Magyars de Voïvodine                                             | 6      |
| Parti socialiste de Serbie - Parti des retraités unis de Serbie - Serbie unie | 3      |
| Ligue des sociaux-démocrates de Voïvodine                                     | 2      |

## Médias
La ville de Novi Kneževac possède un journal, les Novokneževačke Novine (en cyrillique : Новокнежевачке Новине), les « Nouvelles de Novi Kneževac », ainsi que la station de radio Radio City NK.